# 逆向き瞑想
逆向き瞑想（ぎゃくむきめいそう、英: Reverse Meditation）とは、その日の出来事を、起こった時間的順序と逆向きに振りかえる、黄金の夜明け系儀式魔術の瞑想修行法である。
瞑想する部屋には、家具など不要な物を並べない方がよいとされている。椅子とテーブルだけ置いておく。視線を合わすための物（絵でも花でも何でもよい）を置く。香は良質の香木を使う。
逆向き瞑想をするにあたっては、客観的に行わなければならない。最初に結果を考え、次に原因を考えることによって、自分の行為に対していつも理由をつけるのが難しくなり、これによって、心理学で「偽りの自我」と呼ばれているものを制することにつながると考えられている。
また、逆向きの瞑想は、過去から未来へという一般的な既成の思考パターンと相対するものであって、これを行うことは、脳細胞を活性化させ、思考力を柔軟にすることに大きく役立つとされている。